# KHET
KHET（仮想・VHFデジタルチャンネル11）は広くは「PBSハワイ」とも呼ばれていて、アメリカ合衆国ハワイ州ホノルルに認可された公共放送サービス（PBS）の会員テレビ局である。1966年に始まり、ハワイ公営テレビ基金が所有していて、ボランティアの理事会によって管理されている。
KHETのスタジオは、開始以来ほぼ50年間、ホノルルのマノアにあるハワイ大学マノア校のキャンパスにあったが、 2016年にサンドアイランド（Sand Island）接続道路の現在の場所に移動した。そこの改修および拡張された施設を使っていて、ここは以前KFVE（チャンネル9）およびKHNL（チャンネル13）の以前のサイトである。 KHETの主な送信アンテナは、マカキロ（Makakilo）のすぐ北のパレフア・リッジにある。
このテレビ局の信号は、マウイ島のワイルクにある高出力の中継局KMEB（仮想およびVHFデジタルチャンネル10）で（ハレアカラ山の頂上に送信機がある）、低電力の中継局ネットワークを介して、オアフ島および首都ホノルル以外のハワイ諸島全体へ中継されている。また、チャーター・コミュニケーションズのOceanic Spectrumチャンネル11（オアフ島では10）・高解像度のデジタルチャンネル10 10、およびハワイアン・テルコムチャンネル11でも州全体で見ることができる。
2009年1月、KHETはデジタル放送への移行を終り、アナログ放送を終了した。

## 参照項目
- 公共放送サービス (PBS)